# Rafał Wolski (piłkarz)
Rafał Wolski (ur. 10 listopada 1992 w Kozienicach) – polski piłkarz, występujący na pozycji pomocnika, od 2023 w polskim klubie Radomiak Radom. W latach 2012–2017 reprezentant Polski, uczestnik Mistrzostw Europy 2012.
Wychowanek Jastrzębia Głowaczów. W swojej karierze reprezentował także barwy Legii Warszawa, Fiorentiny, Bari, Mechelen, Wisły Kraków, Lechii Gdańsk oraz Wisły Płock. W trakcie swojej kariery występował w młodzieżowych reprezentacjach Polski: U-17, U-20 oraz U-21.

## Kariera klubowa

### Początki kariery
Wolski rozpoczął swoją karierę w wieku 8 lat w Uczniowskim Klubie Sportowym Jastrząb Głowaczów, gdzie trenerem był jego ojciec, Krzysztof Wolski. Występy w reprezentacji województwa mazowieckiego sprawiły, że zainteresowanie jego osobą zaczęły wyrażać inne zespoły, m.in. Korona Kielce i UKS SMS Łódź. Bliski był także transferu do KS-u Piaseczno.

### Legia Warszawa
Ściągnąć do siebie Wolskiego chciała także Legia Warszawa, jednak kilkukrotnie jej odmawiano. Wreszcie w 2008 Wolski udał się wraz z Akademią Legii na obóz sportowy do Mielnika, a następnie w sierpniu 2008 podpisał z nią kontrakt. Początkowo występował w drużynie Młode Wilki 92', z którą w czerwcu 2009 sięgnął po mistrzostwo Mazowieckiej Ligi Juniorów Młodszych, samemu zdobywając przy okazji 10 bramek. W lipcu 2009 roku Młode Wilki 92' z Wolskim w składzie zdobyły także Wicemistrzostwo Polski Juniorów.
23 listopada 2009 Wolski zadebiutował w zespole Młodej Ekstraklasy Legii, która podejmowała wówczas swoich odpowiedników z Polonii Warszawa. Pojawił się na boisku w drugiej połowie i zanotował asystę przy bramce Piotra Wasikowskiego. Pod koniec stycznia 2010 Wolski znalazł się w kadrze młodej Legii na turniej Torneo di Viareggio, a na początku marca oficjalnie włączono go do składu zespołu Młodej Ekstraklasy. Ostatecznie zespół sięgnął po młodzieżowe wicemistrzostwo Polski, zaś sam Wolski przez cały sezon 2009/10 wystąpił w jego barwach pięciokrotnie.
27 marca 2010 ówczesny trener pierwszej drużyny Legii, Stefan Białas, podjął decyzję o zaproszeniu Wolskiego na treningi prowadzonego przez siebie zespołu, jednak podczas samej sesji Wolski doznał kontuzji kostki, która wyeliminowała go z gry na trzy tygodnie.
Przed rozpoczęciem sezonu 2010/11 udał się wraz z pierwszą drużyną na przedsezonowe zgrupowanie do Grodziska Mazowieckiego. 4 września zadebiutował w niej nieoficjalnie podczas wygranego 5:2 sparingu z Legionovią Legionowo, zmieniając w 75. minucie Sebastiana Szałachowskiego. We wrześniu także został ponownie, tym razem przez Macieja Skorżę, zaproszony na trening pierwszego zespołu. Pod koniec listopada znalazł się w kadrze na mecz Ekstraklasy z Polonią Bytom, jednak w samym spotkaniu nie wystąpił. 12 stycznia 2011 roku Wolski podpisał z Legią profesjonalny, trzyipółletni kontrakt. 1 marca oficjalnie zadebiutował w barwach pierwszego zespołu podczas zremisowanego 1:1 spotkania ćwierćfinałowego Pucharu Polski, zmieniając w 79. minucie Michała Kucharczyka. Pięć dni później rozegrał swoje pierwsze spotkanie w Ekstraklasie, zastępując Miroslava Radovicia w 90. minucie wygranego 1:0 meczu z Polonią Warszawa. 15 marca wyszedł w podstawowym składzie Legii na wygrany 2:0 rewanżowy mecz Pucharu Polski z Ruchem Chorzów i grał do 73. minuty, gdy zmienił go Manú, zaś 29 maja podczas wygranego 4:0 spotkania z Polonią Bytom zanotował asystę przy bramce Miroslava Radovicia. Ostatecznie przez cały sezon 2010/11 Wolski rozegrał w sumie 6 spotkań w barwach pierwszej drużyny, a także sięgnął z nią po Puchar Polski.
Przed kolejną kampanią Wolski został na stałe włączony do kadry pierwszego zespołu. Znalazł się on także na liście B zgłoszonej przez klub do rozgrywek Ligi Europy. 21 września w 77. minucie spotkania 1/16 Pucharu Polski z rezerwami Rozwoju Katowice Wolski zdobył swoją pierwszą bramkę w barwach Legii, ustalając ostatecznie wynik na 4:1. Nieco ponad tydzień później zadebiutował w europejskich pucharach, zmieniając Macieja Rybusa w 82. minucie wygranego 3:2 meczu fazy grupowej Ligi Europy z izraelskim Hapoelem Tel Awiw. 23 października Wolski zdobył swojego pierwszego gola w Ekstraklasie. Miało to miejsce podczas wygranego 2:0 spotkania z Widzewem Łódź, gdy w 90. minucie pokonał Macieja Mielcarza. Trzy dni później ponownie zdobył bramkę przeciwko Widzewowi, tym razem w 3:0 meczu Pucharu Polski. W listopadzie dołożył kolejne trafienie w wygranym 3:0 spotkaniu ligowym z Lechią Gdańsk. Trzy bramki dołożył w marcu 2012 roku, w meczach z ŁKS-em Łódź, Podbeskidzie Bielsko-Biała i GKS-em Bełchatów, a ostatniego gola w sezonie zdobył 6 maja przeciwko Koronie Kielce. Legia ostatecznie zakończyła rozgrywki na 3. miejscu w tabeli, a także ponownie zdobyła krajowy puchar. Sam Wolski rozegrał w sumie 32 spotkania i zdobył osiem bramek, a także został przez Ekstraklasę uhonorowany tytułem "Odkrycia sezonu 2011/12". Zainteresowanie jego zakupem zaczęły wyrażać niemieckie Werder Brema, Borussia Dortmund oraz Hannover 96.
Latem 2012 Wolski doznał kontuzji stopy. Po konsultacji medycznej oraz zabiegu przewidywano, że będzie pauzować przez trzy tygodnie. Mimo to ból nie ustępował i we wrześniu Wolski udał się do Niemiec na badania do doktora Hansa-Wilhelma Müllera-Wohlfahrta, z którym konsultowano się aż do listopada. W połowie stycznia 2013 roku Wolski wraz z całą drużyną wziął udział w pierwszym w nowym roku treningu pod okiem Jana Urbana. W sumie w rundzie jesiennej sezonu 2012/13 Wolski nie wystąpił w żadnym spotkaniu.

### Fiorentina
22 stycznia 2013 Wolski wyjechał do Włoch, gdzie przeszedł testy medyczne przed transferem do Fiorentiny, z którą trzy dni później podpisał czteroipółletni kontrakt. 3 lutego po raz pierwszy usiadł na ławce rezerwowych, jednak w wygranym 2:0 spotkaniu z Parmą nie wystąpił. W kwietniu podczas treningu nabawił się kontuzji mięśnia dwugłowego, przez którą pauzował dwa tygodnie. W barwach Fiorentiny zadebiutował dopiero 19 maja podczas wygranego 5:1 meczu z Pescarą, gdy w 60. minucie zastąpił Adema Ljajicia. Był to jego jedyny występ, zaś Fiorentina zakończyła rozgrywki Serie A na 4. miejscu.
Pierwszy mecz w sezonie 2013/14 Wolski rozegrał 1 września 2013, gdy w 90. minucie wygranego 5:2 spotkania z Genoą zastąpił Borję Valero. Trzy tygodnie później wyszedł w podstawowym składzie Fiorentiny na wygrany 2:0 mecz z Atalantą, a także asystował przy bramce Matíasa Fernándeza. W połowie grudnia włoskie media informowały o wypożyczeniu Wolskiego do Bologny, do którego jednak nie doszło. 8 stycznia 2014 roku podczas wygranego 2:0 spotkania Pucharu Włoch z Chievo ponownie zanotował asystę, tym razem przy golu Joaquína. 8 lutego Wolski zdobył swoją pierwszą bramkę dla Fiorentiny. Miało to miejsce w 86. minucie wygranego 2:0 ligowego meczu z Atalantą, gdy wykorzystał podanie Matíasa Fernándeza i pokonał Andreę Consigliego. Fiorentina ostatecznie zajęła 4. miejsce w tabeli, zaś Wolski rozegrał w sumie 15 spotkań i zdobył jedną bramkę.

#### Wypożyczenie do AS Bari
28 sierpnia 2014 oficjalnie poinformowano, że Wolski sezon 2014/15 spędzi na wypożyczeniu w drugoligowym włoskim AS Bari. W nowej drużynie zadebiutował 13 września w zremisowanym 1:1 meczu ligowym z Frosinone, wychodzą w podstawowym składzie i grając przez pełne 90 minut. Na początku 2015 roku wypożyczenie do Bari zostało zakończone, a sam Wolski w barwach klubu rozegrał ostatecznie 7 spotkań ligowych.

#### Wypożyczenie do KV Mechelen
16 stycznia 2015 Mechelen oficjalnie poinformowało o półtorarocznym wypożyczeniu Wolskiego. Ponadto belgijski klub zapewnił sobie prawo pierwokupu.

#### Wypożyczenie do Wisły Kraków
24 lutego 2016 Wolski został zawodnikiem Wisły Kraków, która wypożyczyła go na pół roku, zapewniając sobie ponadto możliwość wykupu z Fiorentiny.

### Lechia Gdańsk
4 lipca 2016 został zawodnikiem Lechii Gdańsk. Wolski przeniósł się do Lechii na zasadzie transferu definitywnego z Fiorentiny i podpisał 3-letni kontrakt z polskim klubem.

### Wisła Płock
6 marca 2020 został zawodnikiem Wisły Płock. W sierpniu 2022 roku został wybrany piłkarzem miesiąca lipca Ekstraklasy. W sezonie 2022/2023, w którym rozegrał 30 meczów i zdobył 7 goli, spadł z Wisłą z Ekstraklasy. 5 czerwca 2023 rozwiązał umowę z klubem, za porozumieniem stron.

### Radomiak Radom
30 czerwca 2023 podpisał dwuletni kontrakt z Radomiakiem Radom.

## Kariera reprezentacyjna
26 marca 2009 Wolski zadebiutował w reprezentacji Polski do lat 17, wchodząc na boisko na ostatnie 15 minut wygranego 2:0 spotkania eliminacyjnego młodzieżowych Mistrzostw Europy 2009 ze Słowenią. Był też powołany do kadry U-19.
31 sierpnia 2011 Wolski rozegrał pierwszy mecz w barwach reprezentacji do lat 20. Zadebiutował podczas przegranego 2:4 meczu Turnieju Czterech Narodów z Niemcami, zmieniając w 46. minucie Jana Pawłowskiego. Wystąpił także w dwóch kolejnych spotkaniach tego turnieju Włochami, które miały miejsce 7 września i 12 października. 12 listopada zdobył swoją pierwszą bramkę dla zespołu U-20, pokonując bramkarza w 62. minucie wygranego 1:0 spotkania Turnieju Czterech Narodów z Niemcami.
Na początku maja 2012 Wolski znalazł się w szerokiej kadrze powołanej przez ówczesnego selekcjonera, Franciszka Smudę na Mistrzostwa Europy 2012. 22 maja zadebiutował w seniorskiej reprezentacji Polski, wychodząc w podstawowym składzie na wygrany 1:0 towarzyski mecz z Łotwą. Wystąpił także w wygranych spotkaniach ze Słowacją oraz Andorą. Znalazł się w ostatecznym, 23-osobowym składzie na Mistrzostwa Europy, jednak na samym turnieju nie wystąpił w ani jednym spotkaniu, zaś Polska odpadła już po fazie grupowej.
23 marca 2013 Wolski rozegrał pierwsze spotkanie w barwach kadry do lat 21, która w towarzyskim meczu pokonała wówczas 3:0 Litwę. W 2013 roku grał także w meczach towarzyskich z Łotwą, Norwegią oraz Portugalią. Ponadto wraz z reprezentacją U-21 brał także udział w eliminacjach do młodzieżowych Mistrzostw Europy 2015, w ramach których wystąpił w spotkaniach z Maltą, Szwecją, Turcją i Grecją. 5 marca 2014 roku podczas wygranego 5:0 towarzyskiego meczu z Litwą Wolski zdobył swoją pierwszą bramkę dla kadry do lat 21. Wystąpił także od pierwszych minut w wygranym 1:0 towarzyskim spotkaniu z Bośnią i Hercegowiną, notując asystę przy golu Rafała Janickiego.
Pod koniec kwietnia 2014 otrzymał pierwsze od dwóch lat powołanie do seniorskiej reprezentacji Polski. 13 maja podczas zremisowanego 0:0 towarzyskiego spotkania z Niemcami pojawił się na boisku w 90. minucie, zmieniając Macieja Rybusa.
5 października 2017, podczas rozgrywanego w Erywaniu meczu eliminacji Mistrzostw Świata 2018 z Armenią, Wolski strzelił swoją pierwszą bramkę w reprezentacji w 88 minucie, ustalając wynik meczu na 1:6.

## Styl gry
Wolski może występować zarówno na pozycji skrzydłowego, jak i środkowego pomocnika oraz cofniętego napastnika. Swoją wątłą budowę ciała nadrabia technicznym wyszkoleniem oraz umiejętnością panowania nad piłką, z powodu których porównywany był do Zinédine Zidane′a i Mario Götzego.

## Statystyki

### Klubowe
(aktualne na dzień 13 sierpnia 2022)
| Klub                | Sezon              | Liga               | Liga  | Liga   | Puchar kraju | Puchar kraju | Europa | Europa | Suma  | Suma   |
| Klub                | Sezon              | Liga               | Mecze | Bramki | Mecze        | Bramki       | Mecze  | Bramki | Mecze | Bramki |
| ------------------- | ------------------ | ------------------ | ----- | ------ | ------------ | ------------ | ------ | ------ | ----- | ------ |
| Legia Warszawa      | 2010/11            | Ekstraklasa        | 4     | 0      | 2            | 0            | –      | –      | 6     | 0      |
| Legia Warszawa      | 2011/12            | Ekstraklasa        | 21    | 6      | 5            | 2            | 6      | 0      | 32    | 8      |
| Legia Warszawa      | Ogólnie            | Ogólnie            | 25    | 6      | 7            | 2            | 6      | 0      | 38    | 8      |
| ACF Fiorentina      | 2012/13            | Serie A            | 1     | 0      | –            | –            | –      | –      | 1     | 0      |
| ACF Fiorentina      | 2013/14            | Serie A            | 14    | 1      | 1            | 0            | –      | –      | 15    | 1      |
| ACF Fiorentina      | Ogólnie            | Ogólnie            | 15    | 1      | 1            | 0            | 0      | 0      | 16    | 1      |
| Bari (wyp.)         | 2014/15            | Serie B            | 7     | 0      | –            | –            | –      | –      | 7     | 0      |
| Bari (wyp.)         | Ogólnie            | Ogólnie            | 7     | 0      | 0            | 0            | 0      | 0      | 7     | 0      |
| Mechelen (wyp.)     | 2014/15            | Jupiler Pro League | 13    | 2      | –            | –            | –      | –      | 13    | 2      |
| Mechelen (wyp.)     | 2015/16            | Jupiler Pro League | 11    | 0      | 3            | 0            | –      | –      | 14    | 0      |
| Mechelen (wyp.)     | Ogólnie            | Ogólnie            | 24    | 2      | 3            | 0            | 0      | 0      | 27    | 2      |
| Wisła Kraków (wyp.) | 2015/16            | Ekstraklasa        | 14    | 4      | –            | –            | –      | –      | 14    | 4      |
| Wisła Kraków (wyp.) | Ogólnie            | Ogólnie            | 14    | 4      | 0            | 0            | 0      | 0      | 14    | 4      |
| Lechia Gdańsk       | 2016/17            | Ekstraklasa        | 34    | 3      | 2            | 0            | –      | –      | 36    | 3      |
| Lechia Gdańsk       | 2017/18            | Ekstraklasa        | 11    | 1      | –            | –            | –      | –      | 11    | 1      |
| Lechia Gdańsk       | 2018/19            | Ekstraklasa        | 9     | 1      | 2            | 1            | –      | –      | 11    | 2      |
| Lechia Gdańsk       | 2019/20            | Ekstraklasa        | 14    | 1      | 3            | 0            | 1      | 0      | 18    | 1      |
| Lechia Gdańsk       | Ogólnie            | Ogólnie            | 68    | 6      | 7            | 1            | 1      | 0      | 76    | 7      |
| Wisła Płock         | 2020/21            | Ekstraklasa        | 7     | 2      | –            | –            | –      | –      | 7     | 2      |
| Wisła Płock         | 2021/22            | Ekstraklasa        | 26    | 4      | –            | –            | –      | –      | 26    | 4      |
| Wisła Płock         | 2022/23            | Ekstraklasa        | 6     | 5      | –            | –            | –      | –      | 6     | 5      |
| Wisła Płock         | Ogólnie            | Ogólnie            | 39    | 11     | 0            | 0            | 0      | 0      | 39    | 11     |
| Ogólnie w karierze  | Ogólnie w karierze | Ogólnie w karierze | 155   | 21     | 18           | 3            | 7      | 0      | 180   | 24     |

### Reprezentacyjne
| Reprezentacja | Rok     | Mecze | Bramki |
| ------------- | ------- | ----- | ------ |
| Polska U-17   | 2009    | 1     | 0      |
| Polska U-17   | Ogólnie | 1     | 0      |
| Polska U-20   | 2011    | 4     | 1      |
| Polska U-20   | Ogólnie | 4     | 1      |
| Polska U-21   | 2013    | 8     | 0      |
| Polska U-21   | 2014    | 3     | 1      |
| Polska U-21   | Ogólnie | 11    | 1      |
| Polska        | 2012    | 3     | 0      |
| Polska        | 2014    | 1     | 0      |
| Polska        | 2017    | 3     | 1      |
| Polska        | Ogólnie | 7     | 1      |

| Mecze i gole w reprezentacji | Mecze i gole w reprezentacji | Mecze i gole w reprezentacji | Mecze i gole w reprezentacji | Mecze i gole w reprezentacji | Mecze i gole w reprezentacji | Mecze i gole w reprezentacji | Mecze i gole w reprezentacji |
| Reprezentacja do lat 17      | Reprezentacja do lat 17      | Reprezentacja do lat 17      | Reprezentacja do lat 17      | Reprezentacja do lat 17      | Reprezentacja do lat 17      | Reprezentacja do lat 17      | Reprezentacja do lat 17      |
| #                            | Data                         | Miejsce                      | Przeciwnik                   | Rezultat                     | Gol                          | Rozgrywki                    |                              |
| ---------------------------- | ---------------------------- | ---------------------------- | ---------------------------- | ---------------------------- | ---------------------------- | ---------------------------- | ---------------------------- |
| 1.                           | 26 marca 2009                | Ksanti, Grecja               | Słowenia U-17                | 2:0                          |                              | El. ME U-17 2009             |                              |
| Reprezentacja do lat 20      |                              |                              |                              |                              |                              |                              |                              |
| #                            | Data                         | Miejsce                      | Przeciwnik                   | Rezultat                     | Gol                          | Rozgrywki                    |                              |
| 1.                           | 31 sierpnia 2011             | Offenburg, Niemcy            | Niemcy U-20                  | 4:2                          |                              | Turniej Czterech Narodów     |                              |
| 2.                           | 7 września 2011              | Częstochowa, Polska          | Włochy U-20                  | 1:2                          |                              | Turniej Czterech Narodów     |                              |
| 3.                           | 12 października 2011         | Monfalcone, Włochy           | Włochy U-20                  | 3:1                          |                              | Turniej Czterech Narodów     |                              |
| 4.                           | 12 listopada 2011            | Brzeg, Polska                | Niemcy U-20                  | 1:0                          | Gol                          | Turniej Czterech Narodów     |                              |
| Reprezentacja do lat 21      |                              |                              |                              |                              |                              |                              |                              |
| #                            | Data                         | Miejsce                      | Przeciwnik                   | Rezultat                     | Gol                          | Rozgrywki                    |                              |
| 1.                           | 23 marca 2013                | Siedlce, Polska              | Litwa U-21                   | 3:0                          |                              | Mecz towarzyski              |                              |
| 2.                           | 26 marca 2013                | Legionowo, Polska            | Łotwa U-21                   | 4:1                          |                              | Mecz towarzyski              |                              |
| 3.                           | 6 czerwca 2013               | Kraków, Polska               | Malta U-21                   | 2:0                          |                              | El. ME U-21 2015             |                              |
| 4.                           | 10 czerwca 2013              | Fredrikstad, Norwegia        | Norwegia U-21                | 4:2                          |                              | Mecz towarzyski              |                              |
| 5.                           | 6 września 2013              | Malmö, Szwecja               | Szwecja U-21                 | 3:1                          |                              | El. ME U-21 2015             |                              |
| 6.                           | 10 września 2013             | Melgaço, Portugalia          | Portugalia U-21              | 6:1                          |                              | Mecz towarzyski              |                              |
| 7.                           | 15 października 2013         | Antalya, Turcja              | Turcja U-21                  | 1:0                          |                              | El. ME U-21 2015             |                              |
| 8.                           | 19 listopada 2013            | Kraków, Polska               | Grecja U-21                  | 3:1                          |                              | El. ME U-21 2015             |                              |
| 9.                           | 5 marca 2014                 | Białystok, Polska            | Litwa U-21                   | 5:0                          | Gol                          | Mecz towarzyski              |                              |
| 10.                          | 4 czerwca 2014               | Kraków, Polska               | Bośnia i Hercegowina U-21    | 1:0                          |                              | Mecz towarzyski              |                              |
| 11.                          | 9 września 2014              | Katerini, Grecja             | Grecja U-21                  | 3:1                          |                              | El. ME U-21 2015             |                              |
| Reprezentacja A              |                              |                              |                              |                              |                              |                              |                              |
| #                            | Data                         | Miejsce                      | Przeciwnik                   | Rezultat                     | Gol                          | Rozgrywki                    |                              |
| 1.                           | 22 maja 2012                 | Klagenfurt, Austria          | Łotwa                        | 1:0                          |                              | Mecz towarzyski              |                              |
| 2.                           | 26 maja 2012                 | Klagenfurt, Austria          | Słowacja                     | 1:0                          |                              | Mecz towarzyski              |                              |
| 3.                           | 2 czerwca 2012               | Warszawa, Polska             | Andora                       | 4:0                          |                              | Mecz towarzyski              |                              |
| 4.                           | 13 maja 2014                 | Hamburg, Niemcy              | Niemcy                       | 0:0                          |                              | Mecz towarzyski              |                              |
| 5.                           | 5 października 2017          | Erywań, Armenia              | Armenia                      | 1:6                          | Gol                          | el. MŚ 2018                  |                              |
| 6.                           | 8 października 2017          | Warszawa, Polska             | Czarnogóra                   | 4:2                          |                              | el. MŚ 2018                  |                              |
| 7.                           | 13 listopada 2017            | Gdańsk, Polska               | Meksyk                       | 0:1                          |                              | Mecz towarzyski              |                              |

## Sukcesy

### Legia Warszawa
- Puchar Polski (2×): 2010/2011, 2011/2012

### Lechia Gdańsk
- Puchar Polski (1×): 2018/2019
- Superpuchar Polski (1×): 2019

### Indywidualne
- Odkrycie sezonu w Ekstraklasie: 2011/2012

## Życie prywatne
Jego młodszy brat, Paweł Wolski (ur. 1993), również jest piłkarzem.
W sierpniu 2021 został zatrzymany przez policję podczas prowadzenia pojazdu pod wpływem alkoholu. W lipcu 2022 został skazany prawomocnym wyrokiem – stracił prawo jazdy na trzy lata, nałożono na niego karę grzywny w wysokości 7,5 tys. zł złotych oraz nakazano wpłatę 5 tys. zł na cel charytatywny. Ówczesny klub Wolskiego, Wisła Płock, również potępił jego zachowanie i nałożył karę finansową, której kwota nie została podana do publicznej wiadomości. Sam piłkarz wydał oświadczenie, w którym przyznał się do winy i prosił o wybaczenie swojego zachowania.

## Media
Był uczestnikiem programu Turbokozak.